# Karol Košúth
Karol Košúth (14. ledna 1931 – 6. března 2010 Prešov), uváděný také jako Karol Košuth nebo Karol Košút, byl slovenský fotbalový útočník. Je pohřben v Prešově.

## Hráčská kariéra
V československé lize hrál za Tatran Prešov, vstřelil jednu prvoligovou branku.

### Prvoligová bilance
| Ročník             | Zápasy | Góly | Minuty | Klub          |
| ------------------ | ------ | ---- | ------ | ------------- |
| I. liga 1955       | –      | 1    | –      | Tatran Prešov |
| I. liga 1956       | 1      | 0    | 90     | Tatran Prešov |
| CELKEM I. ČS. LIGA | –      | 1    | –      |               |